# Mustafa Atici

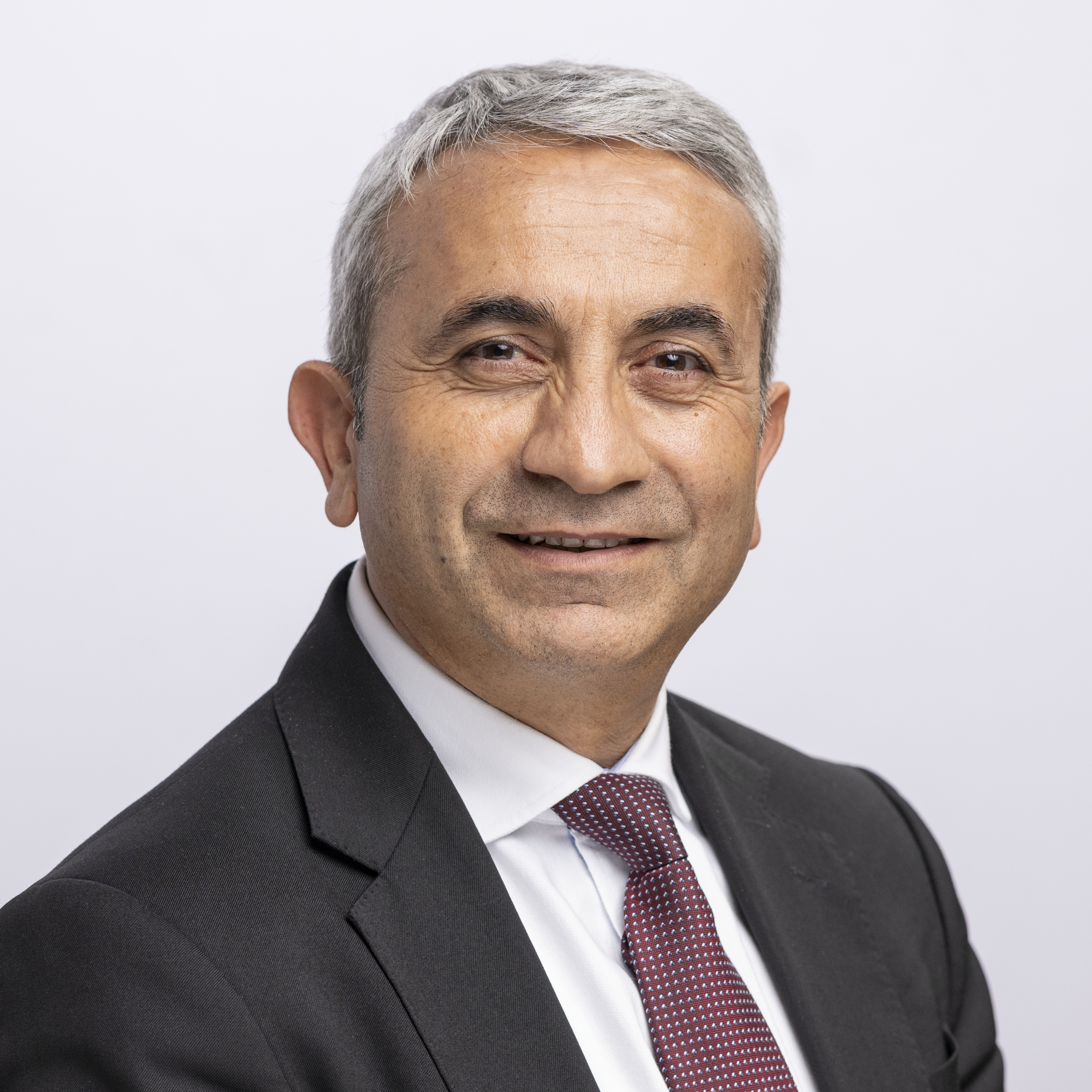
Mustafa Atici (2023)

Mustafa Atici (* 2. Oktober 1969 in Elbistan, Türkei; heimatberechtigt in Basel) ist ein Schweizer Politiker (SP). Er war von 2019 bis 2023 Nationalrat und wurde am 7. April 2024 in den Regierungsrat des Kantons Basel-Stadt gewählt, mit Amtsbeginn am 1. Mai 2024.

## Leben
Mustafa Atici besuchte die Primarschule in Elbistan, die Realschule in Gaziantep und das Gymnasium in Istanbul in der Türkei. 1987 begann er an der Gazi-Universität in Ankara ein Studium zum Industrieingenieur, das er 1989 mit dem Diplomtitel abschloss. 1992 emigrierte er in die Schweiz und studierte bis 1995 an der Universität Basel Wirtschaftswissenschaften. Danach absolvierte er einen Lehrgang am Europainstitut der Universität Basel, den er mit einem Master of Advanced European Studies (MAES) 1998 abschloss.
Atici ist selbstständiger Unternehmer. Er eröffnete Ende der 1990er Jahre einen türkischen Schnellimbiss in Basel. Danach gründete er weitere Unternehmen und wurde deren Geschäftsführer.
Atici ist verheiratet und hat zwei Kinder. Er ist türkisch-schweizerischer Doppelbürger.

## Politik
Nach seinem Engagement als Sozialdemokrat in der Türkei trat er 2001 in Basel der SP bei. 2004 wurde er Mitglied der kantonalen Schulinspektion. Von 2005 bis 2019 gehörte er dem  Grossen Rat des Kantons Basel-Stadt an. Dort war er Mitglied der Finanzkommission. Am 9. Mai 2015 wurde er zum Präsidenten der SP Migrant:innen gewählt. Ab Dezember 2019 war er Mitglied des Nationalrats, er gehörte der Kommission für Wissenschaft, Bildung und Kultur an. Bei den Wahlen 2023 wurde er nicht wiedergewählt. Seine politischen Hauptthemen waren die KMUs, die Frühförderung und die Integrationspolitik. Im Juli 2023 erklärte er seine Kandidatur für den Bundesrat als Nachfolger von Alain Berset. Später zog er seine Kandidatur zurück.
Im Dezember 2023 gab er bekannt, dass er nach der Wahl von Beat Jans in den Bundesrat für den Regierungsrat des Kantons Basel-Stadt kandidiere. Am 3. März 2024 holte er im ersten Wahlgang am meisten Stimmen, verpasste jedoch wie alle Kandidaten das absolute Mehr. Der zweite Wahlgang fand am 7. April 2024 statt, wo er mit deutlichem Vorsprung auf den zweitplatzierten Luca Urgese (FDP) gewählt wurde. Aticis Wahl wurde als «historisch» bezeichnet, mehrere Medien nannten ihn den ersten Regierungsrat in Basel-Stadt mit Migrationshintergrund, genau genommen ist er aber der erste aus dem fremdsprachigen Ausland stammende Basler Regierungsrat, der erst als Erwachsener in die Schweiz gekommen ist. Amtsbeginn war der 1. Mai 2024. Am 20. Oktober 2024 wurde er im ersten Wahlgang bestätigt.